# Parun
Parun (Perzisch: پارون) is een kleine stad en de hoofdstad van de provincie Nooristan in Afghanistan.